# Kyzikos
Kyzikos (latinsky Cyzicus) byl v řecké mytologii králem na poloostrově Kyzikos (dnešní Kapidaghi) v Propontis, dnešním Marmarském moři.
Když Argó, loď Argonautů, odplula na své dlouhé cestě z ostrova Lémnos, přeplavila se přes Thrácké moře a minula ostrov Imbros, připlula k ostrovním skalám, kde žili divocí obři se třemi páry rukou a pod horou žili Dolionové s králem Kyzikem.
Když obři zpozorovali kotvící loď, vrhali na ni obrovské kameny. Postavil se jim Héraklés a nejprve sám, potom i s ostatními druhy pobili obry luky a šípy. Dolionové se radovali z pobití strašných sousedů, přinášeli plavcům bohaté dary a pohoštění.
Král mořeplavce vlídně přivítal a pozval je na svatební hostinu, protože se právě ženil s Kleité, dcerou věštce Meropa.
Když se poté Argonauti vydali na další cestu, silná bouře a vítr je zahnaly zpět na břeh. V noční tmě se Dolionové a Argonauti nepoznali a tak se stalo, že mnoho Dolionů padlo, mezi nimi i král Kyzikos šípem Iásonovým. Za denního světla všichni zděšeně zjišťovali škody a společně truchlili dalších několik dnů, kdy loď nemohla pro nepřízeň počasí odplout.
Uvádí se, že Kleité nad smrtí krále Kyzika žalem zešílela a oběsila se.